# Кубок України з волейболу серед жінок 2018—2019
Кубок України 2018/2019 проходив з 28 вересня по 23 лютого. Переможцем турніру став южненський «Хімік» (вшосте поспіль).

## Перший раунд
Група А
1. «Волинь-Університет-ОДЮСШ»
2. «Регіна-МЕГУ-ОШВСМ»
3. «Інваспорт-Метеор»

Група В
1. «Галичанка-ТНЕУ-Гадз»
2. «Полісся»
3. «Новатор»
4. «Білозгар-Медуніверситет»

Група С
1. «Орбіта-ЗНУ-ОДЮСШ»
2. ХОВУФКС
3. «Університет» — ШВСМ

## Другий раунд
Група Е
1. «Орбіта-ЗНУ-ОДЮСШ»
2. «Галичанка-ТНЕУ-Гадз»
3. «Новатор»
4. ХОВУФКС

Група F
1. «Хімік»
2. «Волинь-Університет-ОДЮСШ»
3. «Полісся»
4. «Регіна-МЕГУ-ОШВСМ»

## Півфінал
| Дата       | Час   |                     | Рахунок |                            | Сет 1 | Сет 2 | Сет 3 | Сет 4 | Сет 5 | Всього | Звіт  |
| ---------- | ----- | ------------------- | ------- | -------------------------- | ----- | ----- | ----- | ----- | ----- | ------ | ----- |
| 22.02.2019 | 17:00 | «Орбіта-ЗНУ-ЗОДЮСШ» | 3-0     | «Галичанка-ТНЕУ-Гадз»      | 25–14 | 25–15 | 29–27 |       |       | 79–56  | [ 1 ] |
| 22.02.2019 | 19:00 | «Хімік»             | 3-0     | «Волинь-Університет-ОДЮСШ» | 25–16 | 25–19 | 25–12 |       |       | 75–47  | [ 2 ] |

## Матч за бронзу
| Дата       | Час   |                       | Рахунок |                            | Сет 1 | Сет 2 | Сет 3 | Сет 4 | Сет 5 | Всього | Звіт  |
| ---------- | ----- | --------------------- | ------- | -------------------------- | ----- | ----- | ----- | ----- | ----- | ------ | ----- |
| 23.02.2019 | 11:00 | «Галичанка-ТНЕУ-Гадз» | 0-3     | «Волинь-Університет-ОДЮСШ» | 18–25 | 23–25 | 17–25 |       |       | 58–75  | [ 3 ] |

| 1                | Україна | Олександра Міленко |  |
| 6                | Україна | Тетяна Хилюк       |  |
| 9                | Україна | Валерія Дрьомова   |  |
| 12               | Україна | Людмила Борознова  |  |
| 13               | Україна | Анастасія Лях (л)  |  |
| 16               | Україна | Катерина Ткаченко  |  |
| 18               | Україна | Інна Деніна        |  |
| Заміна:          |         |                    |  |
| 11               | Україна | Вікторія Ігнатова  |  |
| Головний тренер: |         |                    |  |
| Віктор Туркула   |         |                    |  |

| 1       | Україна | Марина Федчук           |  |
| 2       | Україна | Наталія Ксендзук        |  |
| 6       | Україна | Вікторія Даньчак        |  |
| 7       | Україна | Любов Ужва              |  |
| 8       | Україна | Олена Рудик             |  |
| 11      | Україна | Яна Щевеля              |  |
| 13      | Україна | Анастасія Карасьова (л) |  |
| Заміна: |         |                         |  |
| 14      | Україна | Вікторія Савонік        |  |
| Резерв: |         |                         |  |
| 9       | Україна | Анна Артишук            |  |

## Фінал
| Дата       | Час   |                     | Рахунок |         | Сет 1 | Сет 2 | Сет 3 | Сет 4 | Сет 5 | Всього | Звіт  |
| ---------- | ----- | ------------------- | ------- | ------- | ----- | ----- | ----- | ----- | ----- | ------ | ----- |
| 23.02.2019 | 13:00 | «Орбіта-ЗНУ-ЗОДЮСШ» | 0-3     | «Хімік» | 20–25 | 16–25 | 21–25 |       |       | 57–75  | [ 4 ] |

| 3                | Україна | Поліна Бурзак           |  |
| 6                | Україна | Лідія Лучко             |  |
| 7                | Україна | Олена Грицуняк          |  |
| 8                | Україна | Вікторія Ніколайчук (л) |  |
| 13               | Україна | Юлія Димар              |  |
| 14               | Україна | Ксенія Пугач            |  |
| 17               | Україна | Вікторія Савченко       |  |
| Головний тренер: |         |                         |  |
| Володимир Бузаєв |         |                         |  |

| 1                | Україна | Катерина Дудник      |  |
| 2                | Україна | Діана Мелюшкіна      |  |
| 3                | Україна | Дар'я Дрозд          |  |
| 6                | Україна | Кристина Нємцева (л) |  |
| 9                | Україна | Юлія Бойко           |  |
| 15               | Україна | Юлія Микитюк         |  |
| 18               | Україна | Олена Напалкова      |  |
| Заміни:          |         |                      |  |
| 10               | Україна | Дарія Степановська   |  |
| 14               | Україна | Дар'я Великоконь     |  |
| Резерв:          |         |                      |  |
| 12               | Україна | Дар'я Дуденок        |  |
| 16               | Україна | Анастасія Маєвська   |  |
| 17               | Україна | Євгенія Хобер        |  |
| Головний тренер: |         |                      |  |
| Євген Ніколаєв   |         |                      |  |